# Edward Wilson Merrill
Pour les articles homonymes, voir Merrill.
 (juin 2017).
Si vous disposez d'ouvrages ou d'articles de référence ou si vous connaissez des sites web de qualité traitant du thème abordé ici, merci de compléter l'article en donnant les références utiles à sa vérifiabilité et en les liant à la section « Notes et références ».
Edward Wilson Merrill, né le 31 août 1923 à New Bedford dans le Massachusetts et mort le 6 août 2020 à Belmont, est l'un des principaux[réf. nécessaire] scientifiques dans le domaine des biomatériaux.

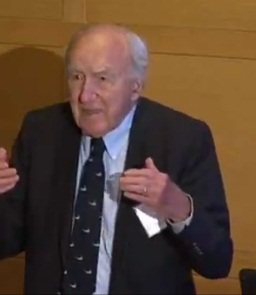
Edward Wilson Merrill en février 2013 (89 ans).

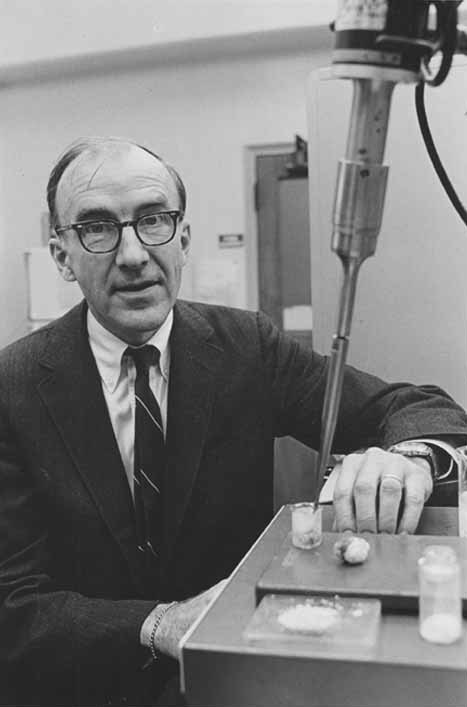
Edward Wilson Merrill à la fin des années 1960.

Les contributions scientifiques d'Ed Merrill peuvent être classées en cinq catégories :
- Merrill a développé un viscosimètre et a étudié l'effet des diverses protéines plasmatiques de l'hématocrite et des globules blancs sur la viscosité du sang et le comportement de son écoulement.
- Il a développé de nouvelles surfaces biomédicales héparinisées à base de poly (alcool vinylique) et de copolymères à blocs SBS hydroxylés.
- Il a développé de nouvelles membranes d'hémodialyse à base de Cuprophane (membrane constituée de cellulose, utilisée pour l'hémodialyse).
- Il est l'inventeur (en 1973) des premières lentilles de contact à base de silicone qui sont devenues la base de la technologie perméable à l'oxygène des lentilles de contact modernes.
- Il a développé des procédés avancés de polyéthylènes de haute densité réticulés par irradiation qui sont devenus les matériaux standard dans le remplacement des articulations.

## Vie privée
Il a épousé en 1948 Ginette dite Geneviève de Bidart. Après des études au Lycée Moliere à Paris puis au Lycée français de New York, elle est diplômée de l'université "Vassar College" où elle est devenue professeur. En 1944 et 1945, elle enseigne à l'école d'été de Middlebury College, et en 1945 elle reçoit le "M.A. degree" du Radclife College.